# Pietro Tamburini
Pour les articles homonymes, voir Tamburini.
Pietro Tamburini (né le 1er janvier 1737 à Brescia, en Lombardie et mort le 14 mars 1827 à Pavie) était un théologien catholique et juriste italien.

## Biographie

### Sa formation à Brescia
Il reçut l'enseignement élémentaire de quelques précepteurs ecclésiastiques de sa ville natale et se tourna ensuite vers des études de rhétorique avec le père dominicain Pavoni. Étant donné ses aptitudes excellentes il poursuivit ses études de philosophie au séminaire de la Paix (Seminario della Pace) auprès du père Scarella, un théatin influencé par le jansénisme. Fortement marqué par le haut niveau intellectuel et spirituel du séminaire, lequel possédait une richissime bibliothèque, le jeune Tamburini décide, après ses études de philosophie d'embrasser la carrière ecclésiastique ; il est ordonné prêtre en 1760.
C'est grâce au soutien du cardinal Giovanni Molino qu'il est nommé professeur de métaphysique au séminaire épiscopal, puis appelé à remplacer Baldassare Zamboni au poste de maître de théologie dogmatique. Cependant, le climat, qui lui était jusqu'alors favorable, commença à changer en 1771, lorsqu'il publia un petit volume sur la grâce dans lequel il attaquait les Jésuites en utilisant une série d'arguments théologiques identiques à ceux donnés par un jeune clerc de ses élèves dans une discussion à l'académie scolastique de fin d'année. Le cardinal Molino, sous la pression des Jésuites, d'une partie des paroissiens et de leur vicaire général, ne put faire autrement que de révoquer Tamburini de sa chaire d'enseignant, à la fin de l'année 1772.

### Rome et les cercles jansénistes
C'est ainsi que l'abbé Tamburini, vers Pâques de l'année 1773, se rendit à Rome où par l'entremise du cardinal Mario Marefoschi il obtint la charge de Préfet des études du collège irlandais. À Rome il se mêla sans difficulté aux cercles jansénistes et fit la connaissance de ses membres les plus en vue parmi lesquels Giovanni Gaetano Bottari, Pier Francesco Foggini, Scipione de' Ricci, ainsi que les évêques de Pistoia Cristoforo Amaduzzi, Paolo del Mare et Francesco Alpruni. Lors des réunions du cercle qui prit par la suite le nom de « cercle de l'Archer » ("Circolo dell'Archetto") Tamburini donna lecture de plusieurs rapports à caractère philosophico-religieux qui furent ensuite publiés.
Avec la mort prématurée du pape Clément XIV, qui avait supprimé l'ordre des Jésuites, et l'accès au trône pontifical du cardinal Angelo Braschi sous le nom de Pie VI, la politique papale à l'égard des jansénistes changea radicalement et devint nettement plus intolérante. Tamburini demeura à Rome encore quelques années bien qu'il fût l'objet de polémiques consécutives à la réédition de son traité sur la grâce et soumis à l'hostilité des évêques irlandais. Ces derniers s'insurgeaient contre les doctrines professées par les prêtres et les clercs enseignant au collège irlandais, dont Tamburini était resté le préfet. Tamburini dut enfin se résoudre à quitter la ville.

### Les années d'enseignement à Pavie
C'est grâce à l'intervention d'un de ses amis de jeunesse Giuseppe Zola, qu'il se vit confier, en 1779 par Marie-Thérèse d'Autriche, la chaire de théologie morale de l'université de Pavie, en Lombardie autrichienne. Il rédigea alors plusieurs ouvrages inspirés de son enseignement universitaire en soutien aux Habsbourg dont il était un partisan convaincu.
En 1786 ses relations privilégiées avec Scipione de' Ricci lui vaudront d'être nommé promoteur du Synode de Pistoia. De nombreuses propositions du synode visant à une réforme dans le sens janséniste de l'Église catholique seront par la suite condamnées  par Pie VI  dans sa bulle Auctorem fidei (1794).
Avec la mort de Joseph II en 1790 et celle de son frère et successeur Léopold II en 1792, et aussi en raison des changements intervenus dans la politique européenne au lendemain de la Révolution française, Tamburini fut éloigné, en 1794 de l'Université de Pavie dont il était pourtant devenu le « Grand recteur » (rettore magnifico) en 1783 et 1790.
Mais à la faveur de la première campagne d'Italie et de la prise de Pavie par Napoléon Bonaparte, il fut fait par ce dernier Chevalier de l'ordre de la couronne de fer (Cavaliere dell'Ordine della Corona di Ferro) et en 1797 il fut rappelé à l'université pour y enseigner la philosophie morale et le droit naturel. La même année, après la révolte de Brescia et le renvoi des fonctionnaires vénitiens, Tamburini fut invité à diriger et organiser le lycée nouvellement créé selon les récentes institutions républicaines. Mais ses cours prirent fin brutalement avec l'arrivée des austro-russes en Italie au début de 1799, car le lycée brescian, tout comme l'Université de Pavie durent alors fermer leurs portes. Tamburini trouva refuge quelques mois dans une maison de campagne à Barona aux alentours de Pavie où il vécut dans la précarité. Il y fut même victime d'une agression par une bande de sanfedistes menée par don Andrea Filippi, chef de la  rébellion anti-française de la Valle Sabbia.
Après la bataille de Marengo Tamburini à qui les autorités étaient reconnaissantes pour l'appui donné au nouveau régime, fut rappelé à Pavie à la réouverture de l'université d'abord comme professeur de droit naturel puis également comme directeur du Collège national "Ghislieri".
Par la suite les autorités autrichiennes restaurées après 1815, ne toucheront plus en aucune manière à la figure désormais patriarcale de l'abbé Tamburini. Celui-ci continua à enseigner jusqu'à 1817. Il fut nommé par François Ier d'Autriche successivement directeur, puis président de la faculté de droit politique de l'Université de Pavie, charge qu'il conserva jusqu'à sa mort d'une fièvre typhoïde le 14 mars 1827.

## L'Histoire générale de l'Inquisition
On s'accorde à considérer les quatre volumes (2 383 pages) de sa Storia generale dell'Inquisizione comme l'œuvre maîtresse de l'abbé  Tamburini. Elle fut rédigée entre 1817 et 1818 en réaction au maintien de l'Inquisition en Espagne par Ferdinand VII. Elle ne fut cependant publiée qu'à titre posthume en 1862 et immédiatement inscrite à l'Index où elle demeura jusqu'au concile Vatican II. Fruit d'une réflexion illuministe et janséniste, ce travail est délibérément polémique vis-à-vis du « culte de la douleur » et de la religiosité entendue comme expiation et pénitence. Tamburini traite des inquisiteurs, tels Jacob Sprenger, l'auteur  du Malleus Maleficarum et des cas célèbres comme celui du Grand Maître des Templiers Jacques de Molay. Il se livre aussi à la reconstitution des procès de personnages secondaires, afin d'approfondir et d'analyser les règles de la machine judiciaire de l'Inquisition. Il détaille la liste des crimes relevant de la compétence de l'institution, les procédures d'instruction avec leurs techniques d'interrogatoire raffinées, les diverses formes et niveaux de torture auxquelles pouvaient être soumis l'accusé et dresse enfin le large éventail des peines encourues.

## Tamburini et le catholicisme
Avec une quarantaine d'œuvres publiées, outre l'Histoire générale de l'Inquisition, l'abbé Tamburini fut certainement l'une des figures majeures du jansénisme italien. Il eut une forte influence sur une grande partie du clergé et sur la culture théologique de son temps. Exerçant un véritable travail d'érosion du catholicisme contre-réformiste, il initia maints changements au sein de l'Église, qui trouveront par la suite leur place dans le catholicisme libéral du XIXe siècle, un courant pour lequel l'abbé fait figure de référence.

## Source
- (it) Cet article est partiellement ou en totalité issu de l’article de Wikipédia en italien intitulé « Pietro Tamburini » (voir la liste des auteurs).